# Biserica fortificată din Cenade
Biserica fortificată din Cenade, comuna Cenade, județul Alba, a fost construită în secolul al XIII-lea ca bisericuță romanică (corul bisericii actuale), edificiu extins și fortificat în secolul al XV-lea. Ansamblul se află pe noua listă a monumentelor istorice sub codul LMI:  AB-II-a-A-00198.

## Istoric și trăsături
Edificiul este amplasat în partea de nord a satului Cenade. Lăcașul a fost inițial o biserică romanică, devenită ulterior cor al bisericii gotice construite în secolul al XV-lea. Nava bisericii este de tip sală, ridicată în stil gotic, cu turn adosat pe latura de vest. Biserica a fost prevăzută cu o curtină de ziduri de formă ovoidală cu guri de tragere și galerie de lemn la interior, prevăzută cu un turn de poartă, respectiv contraforturi. 
Sub corul bisericii se află un osuar medieval.
Portalurile și porțile au uși de stejar, datate în 1522.
Biserica fortificată din Cenade demonstrează puterea materială a comunității locale, care a ridicat și întreținut fortificația.
Monumentul a suferit modificări de-a lungul timpului: turnul de vest s-a prăbușit în 1860, corul a fost reconstruit în anii 1905-1906, la 1937 a fost renovată. Astăzi din incinta fortificată a bisericii s-au mai păstrat turnul porții pe latura de sud (parțial distrus în 1927), alături de care s-a ridicat clădirea vechii școli (integrată în zidul de incintă), iar pe latura de nord o parte din zidul de incintă. O clopotniță de lemn a fost ridicată la sud de corul refăcut la începutul secolului XX.
Este unul din cele mai reprezentative ansambluri de acest gen din zonă. În ultimii ani ai secolului al XX-lea a fost începută restaurarea monumentului.

## Imagini

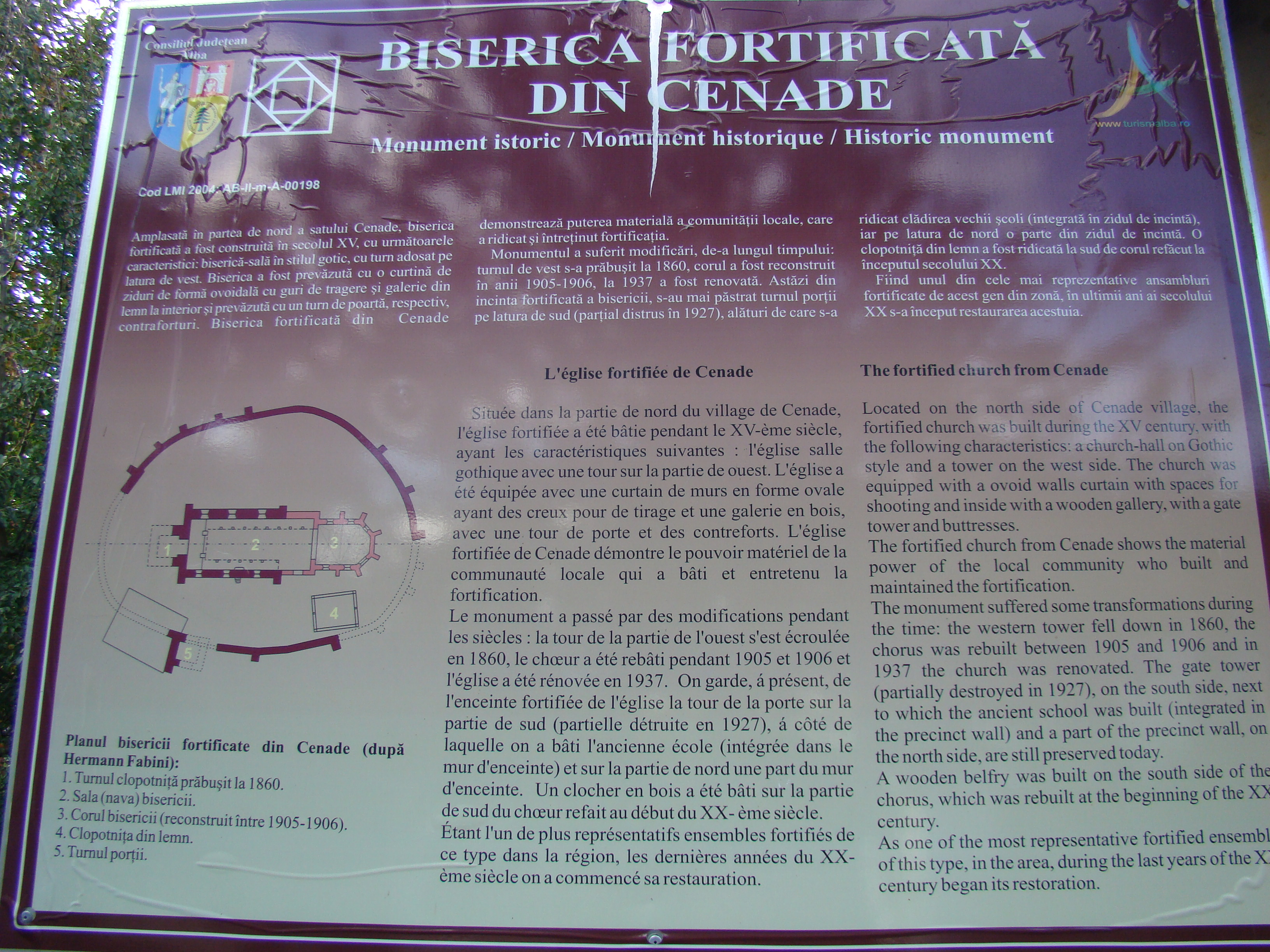
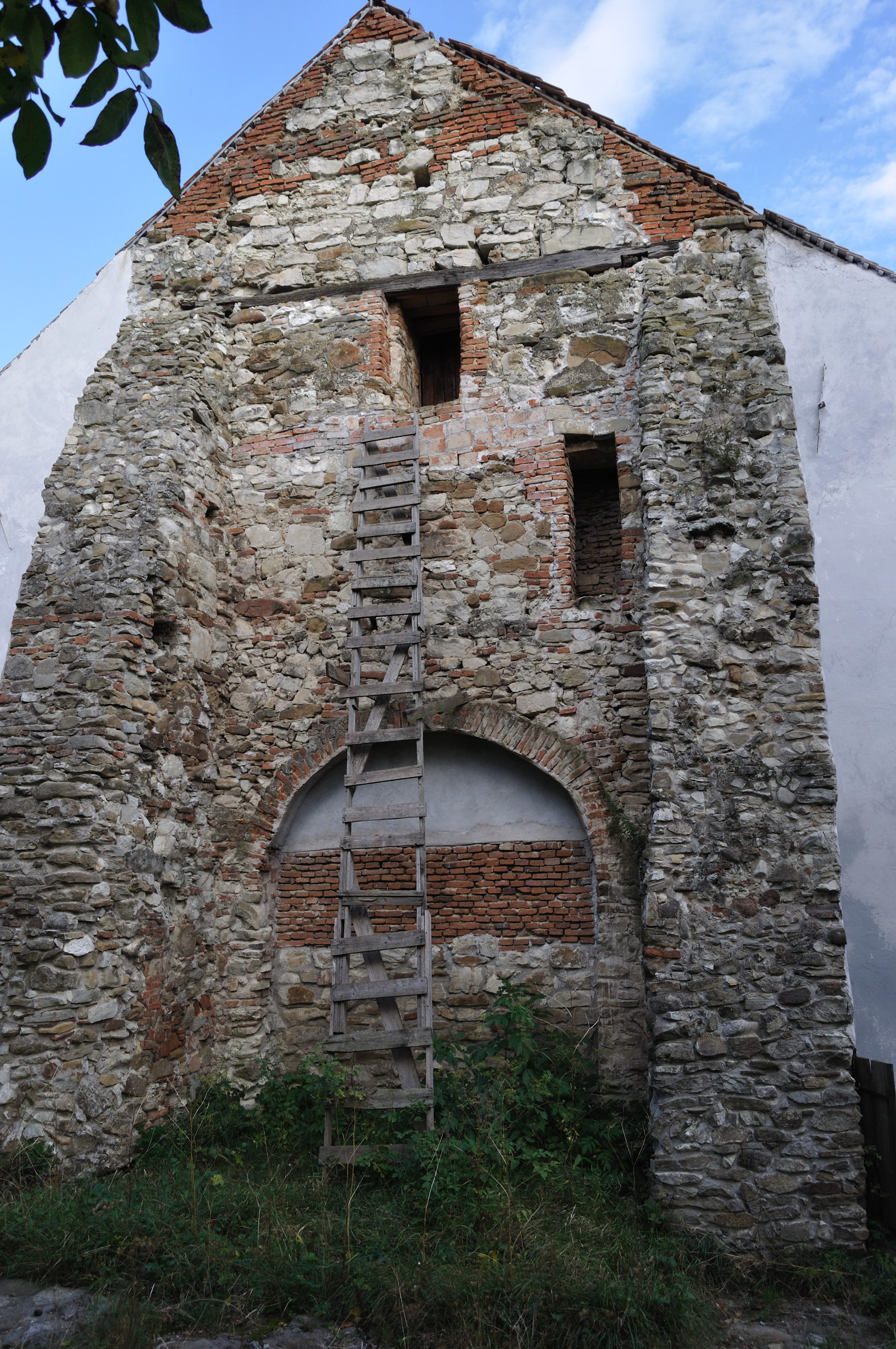
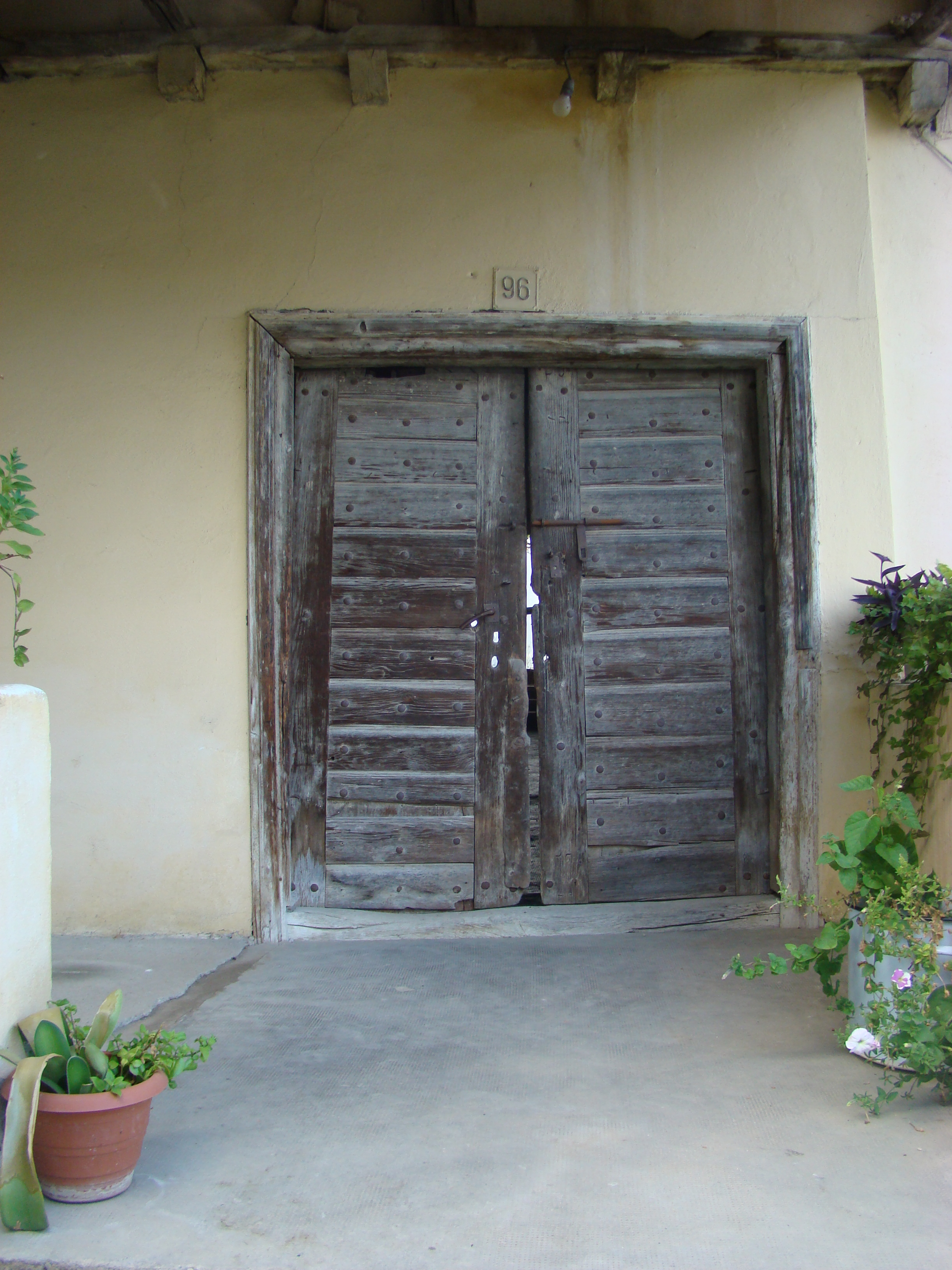
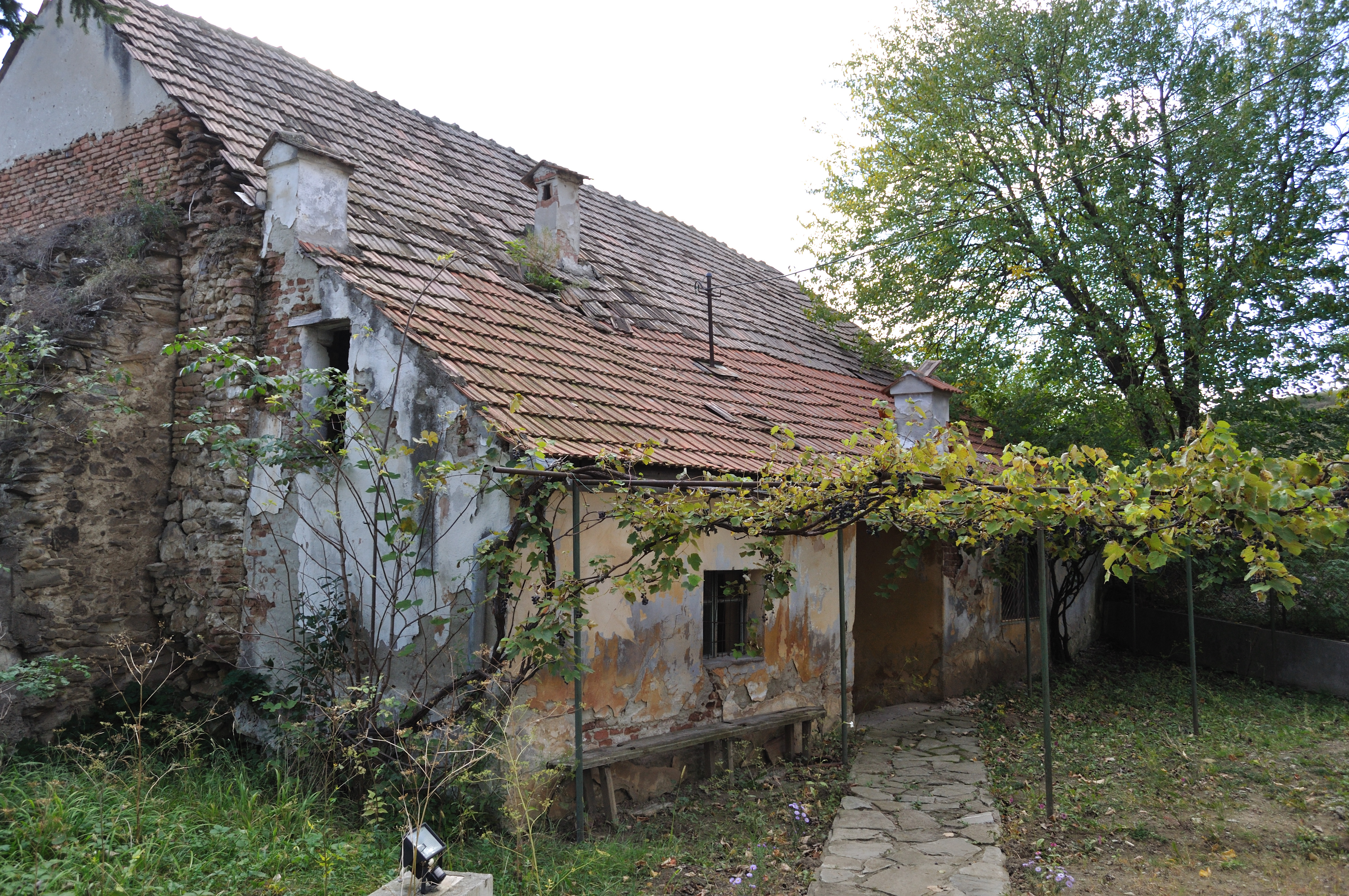
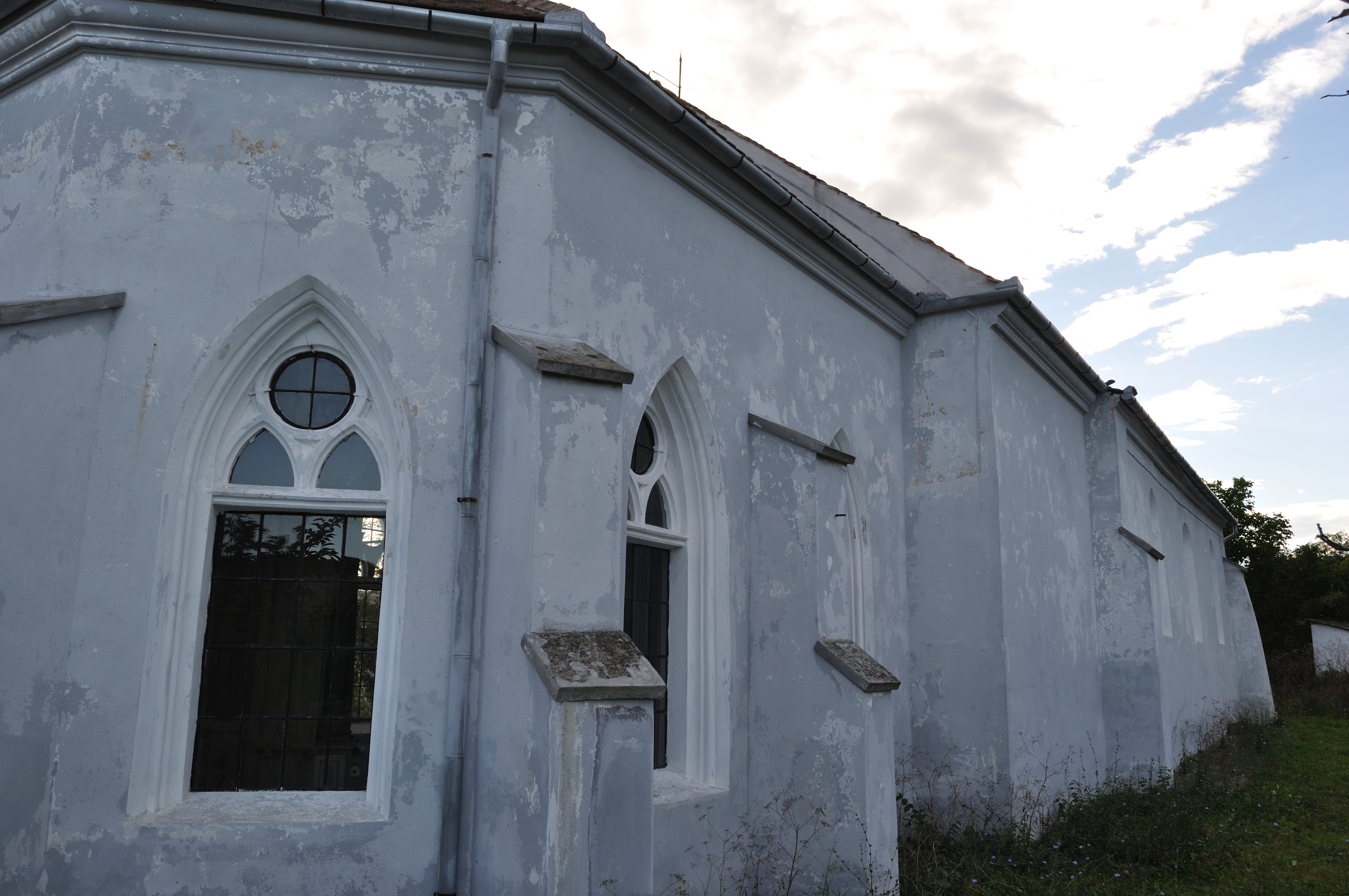
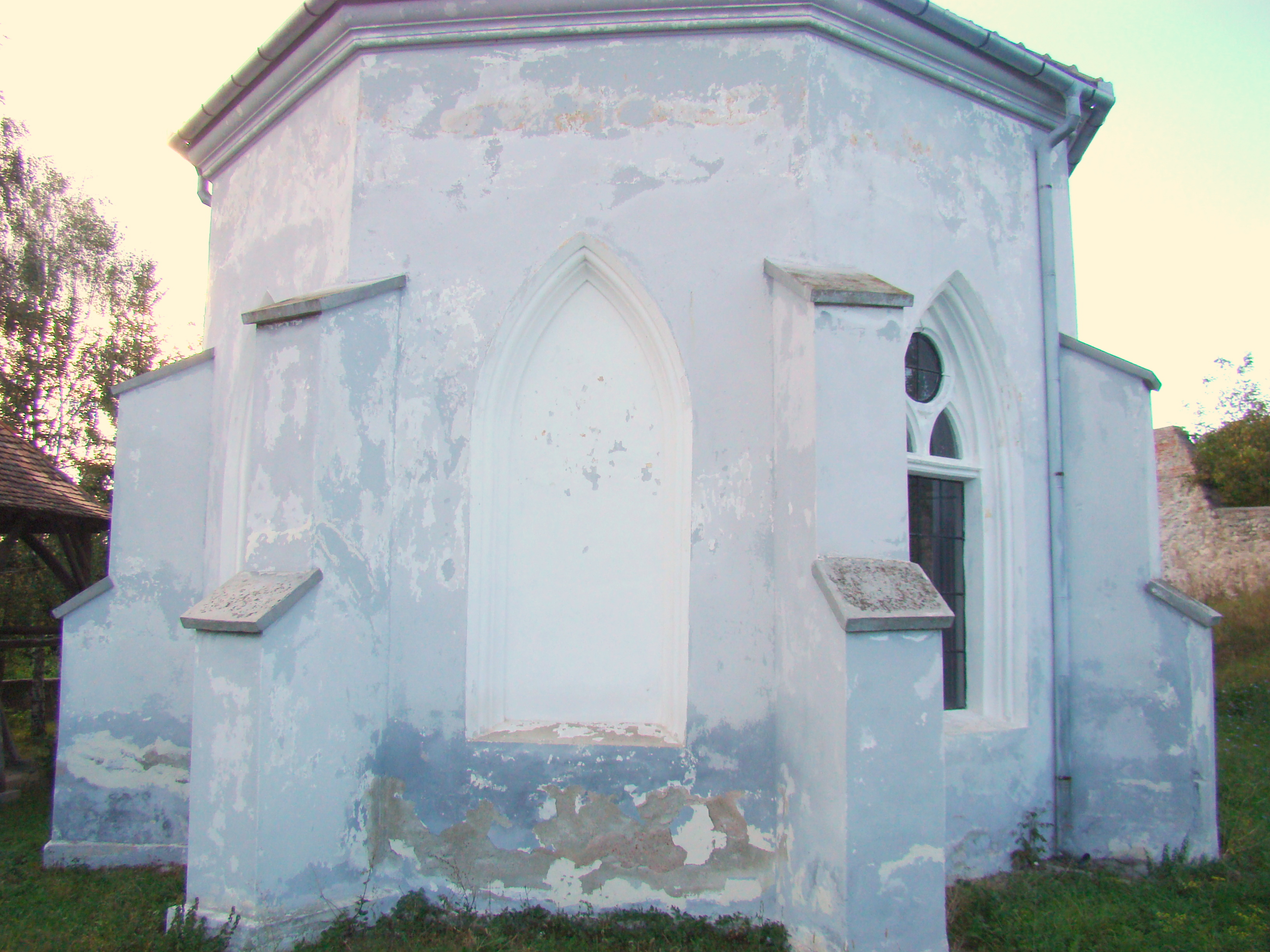
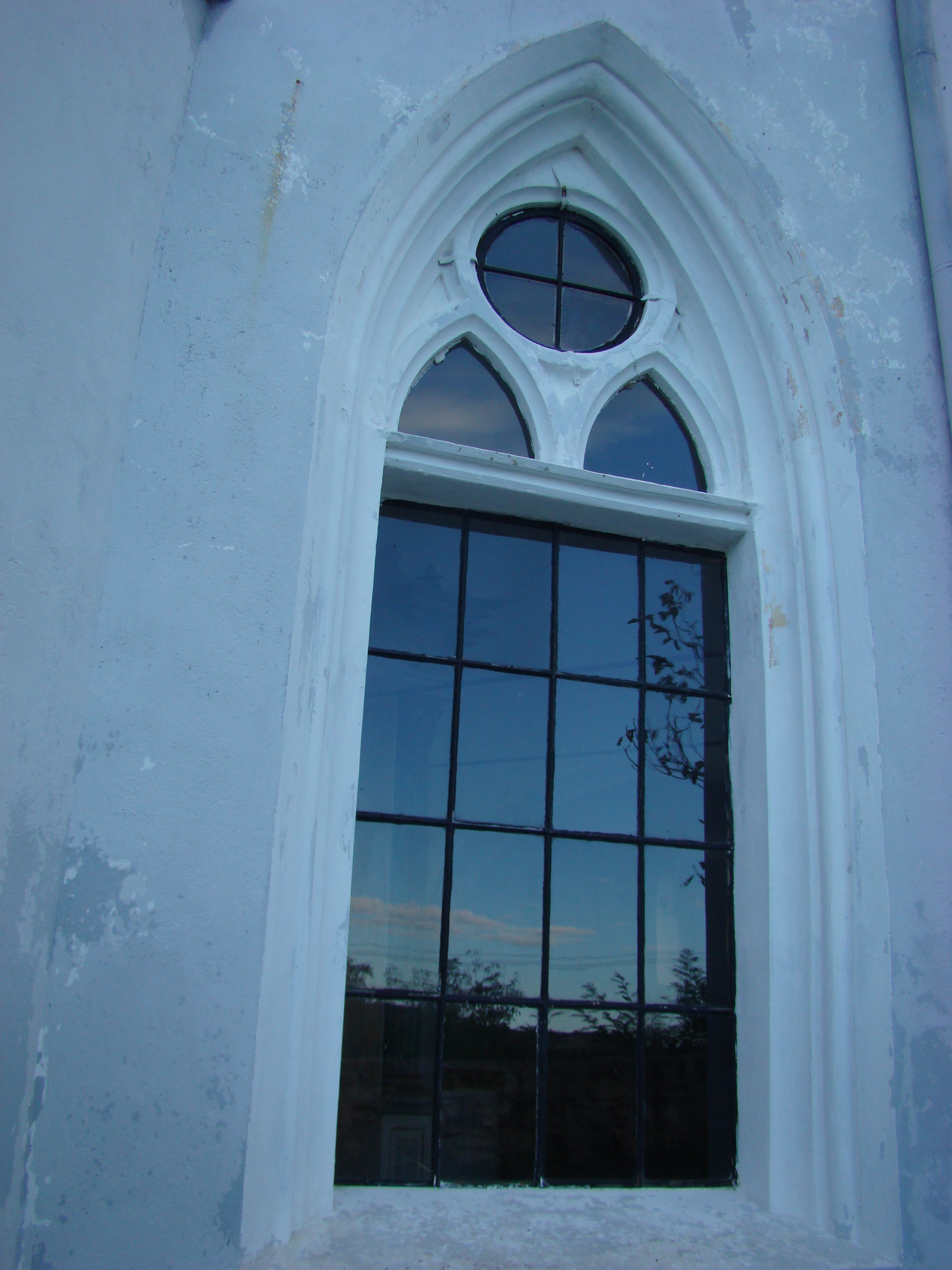
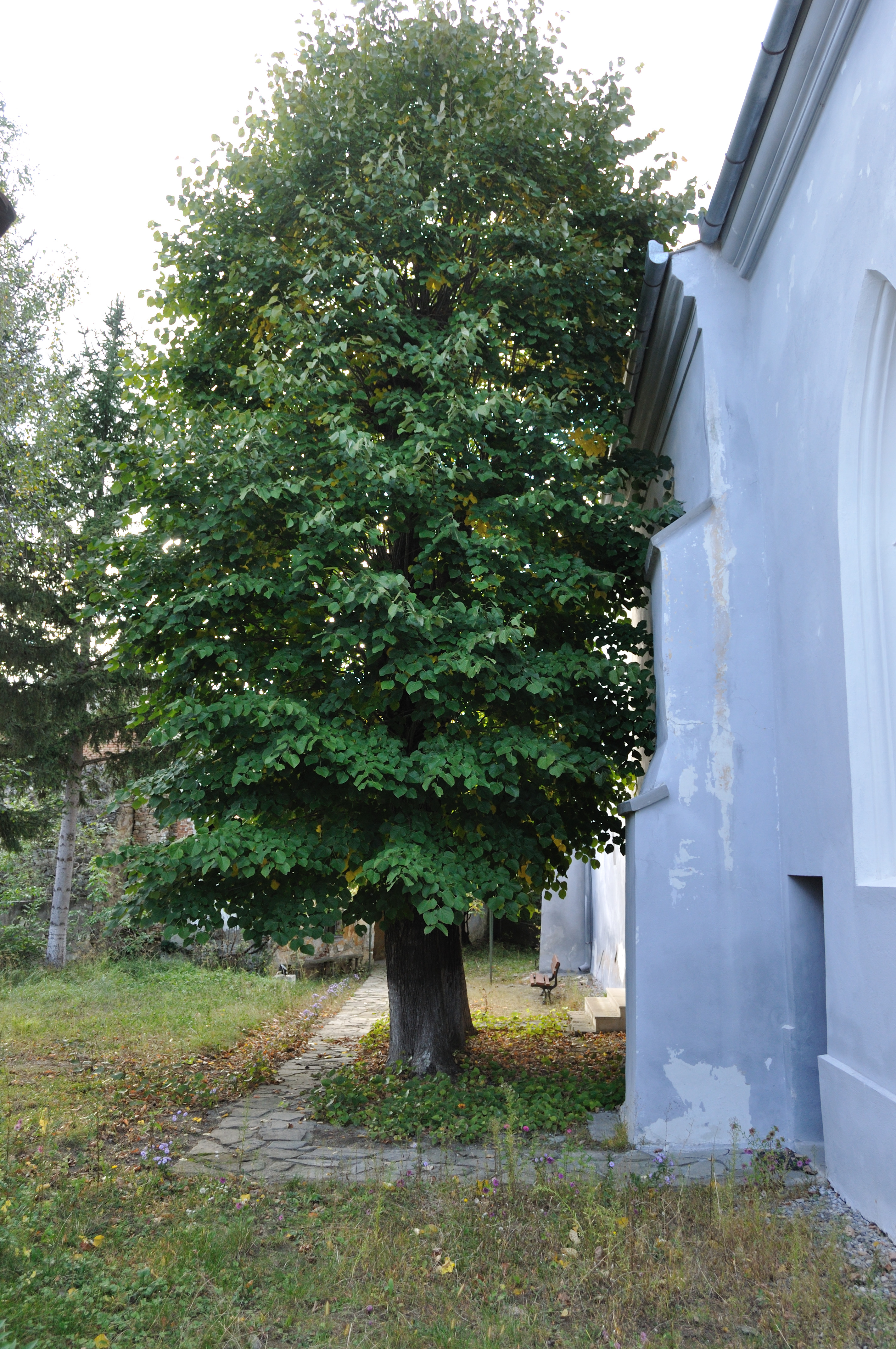
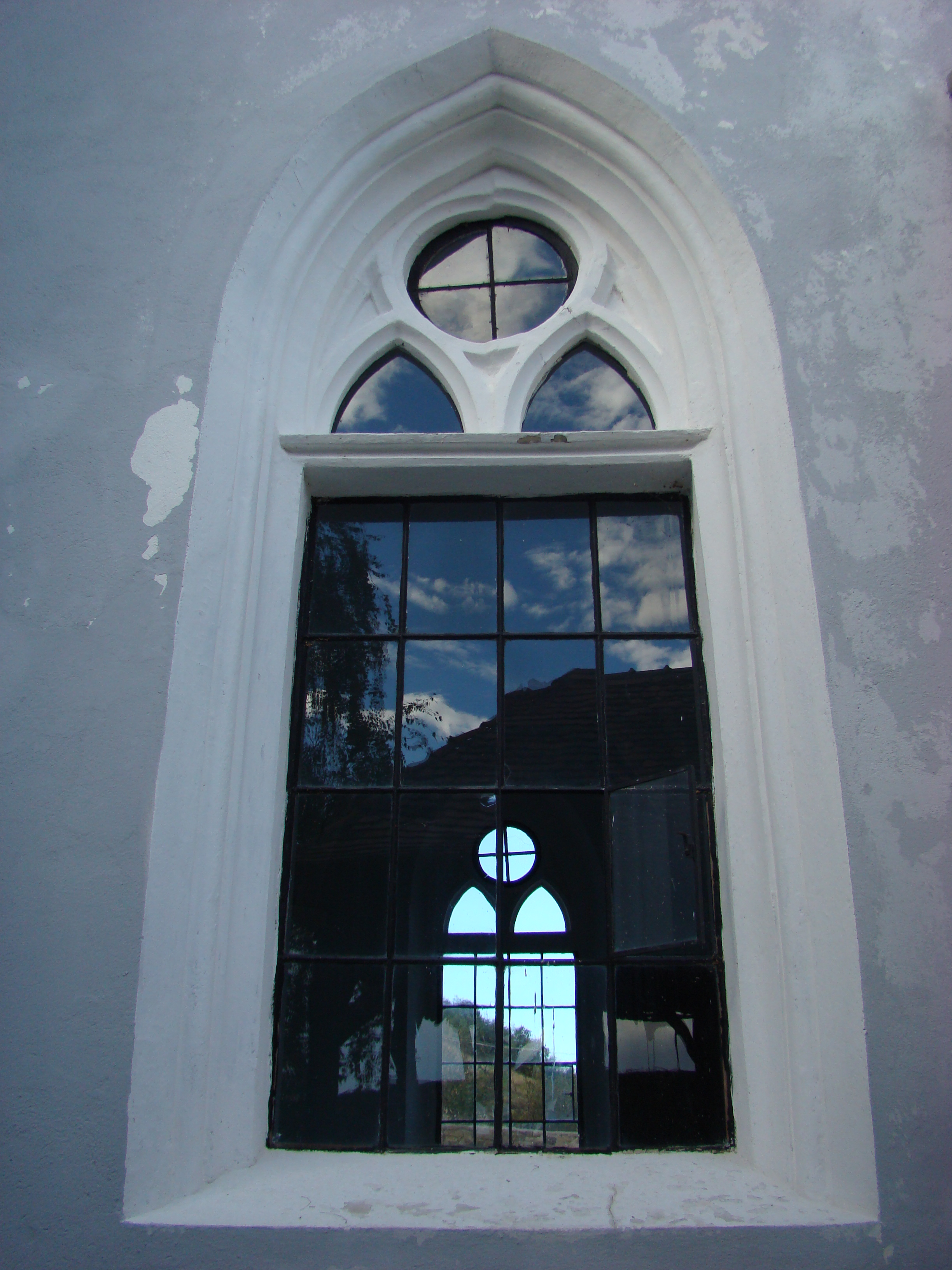
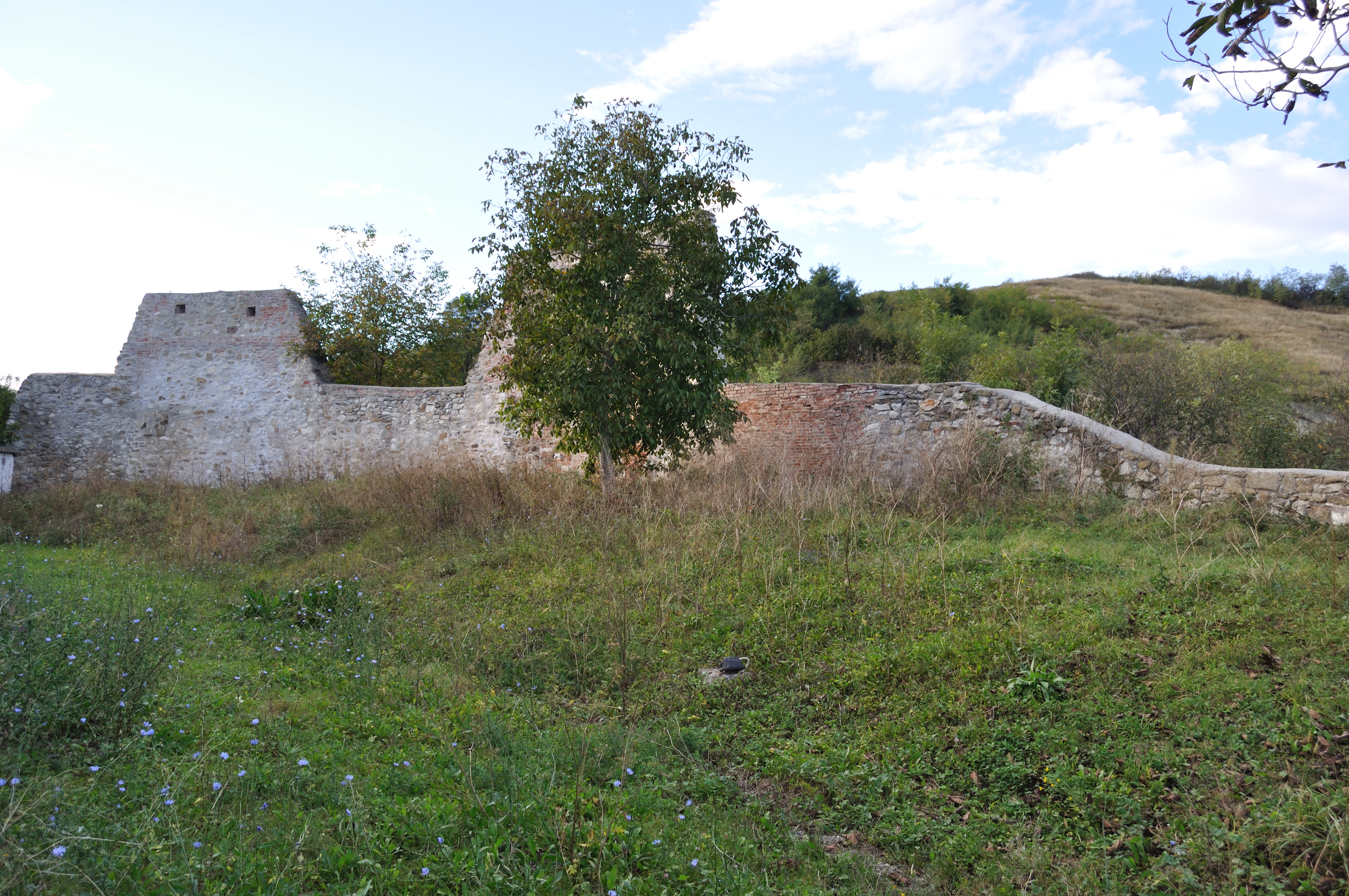
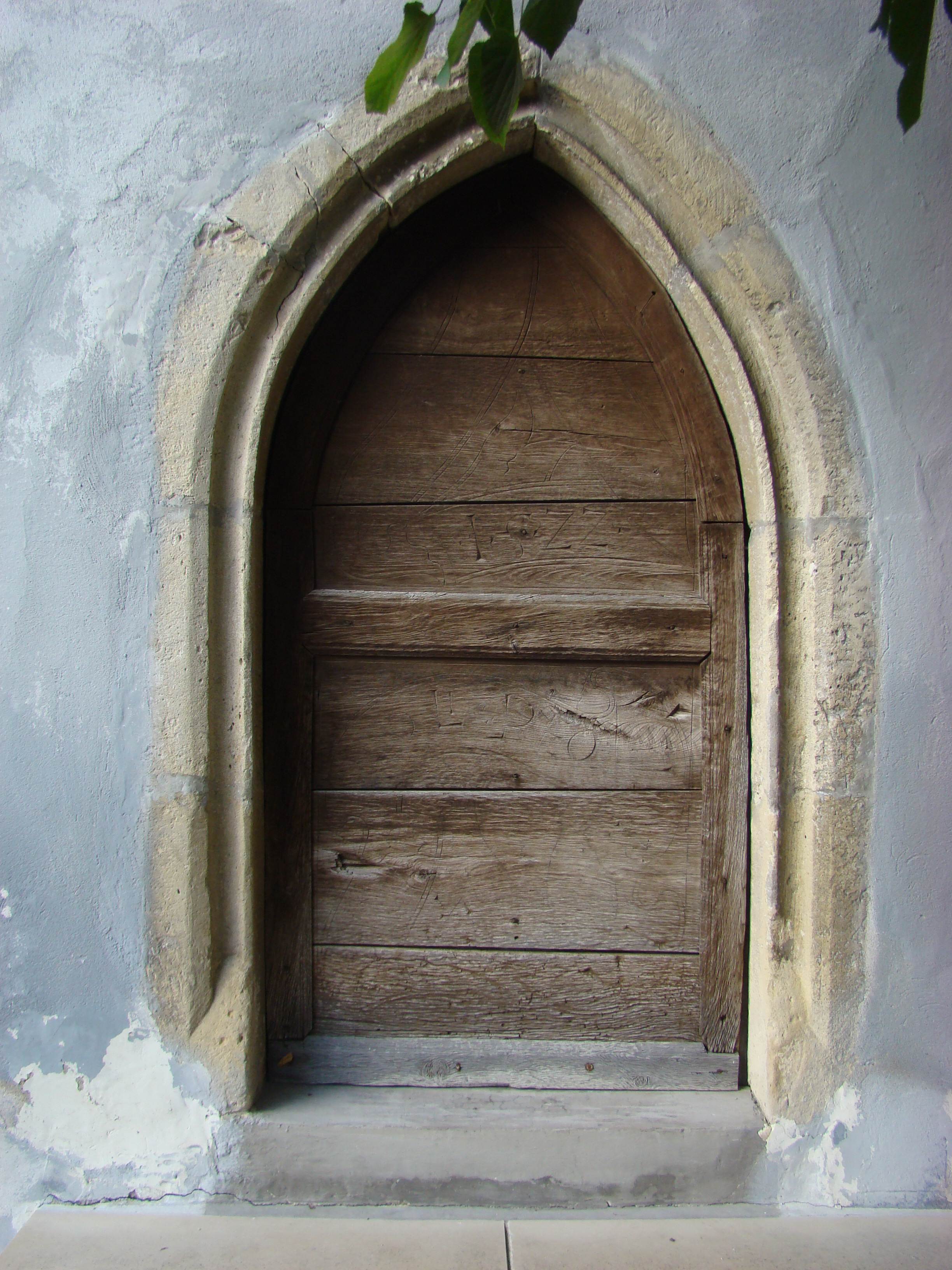
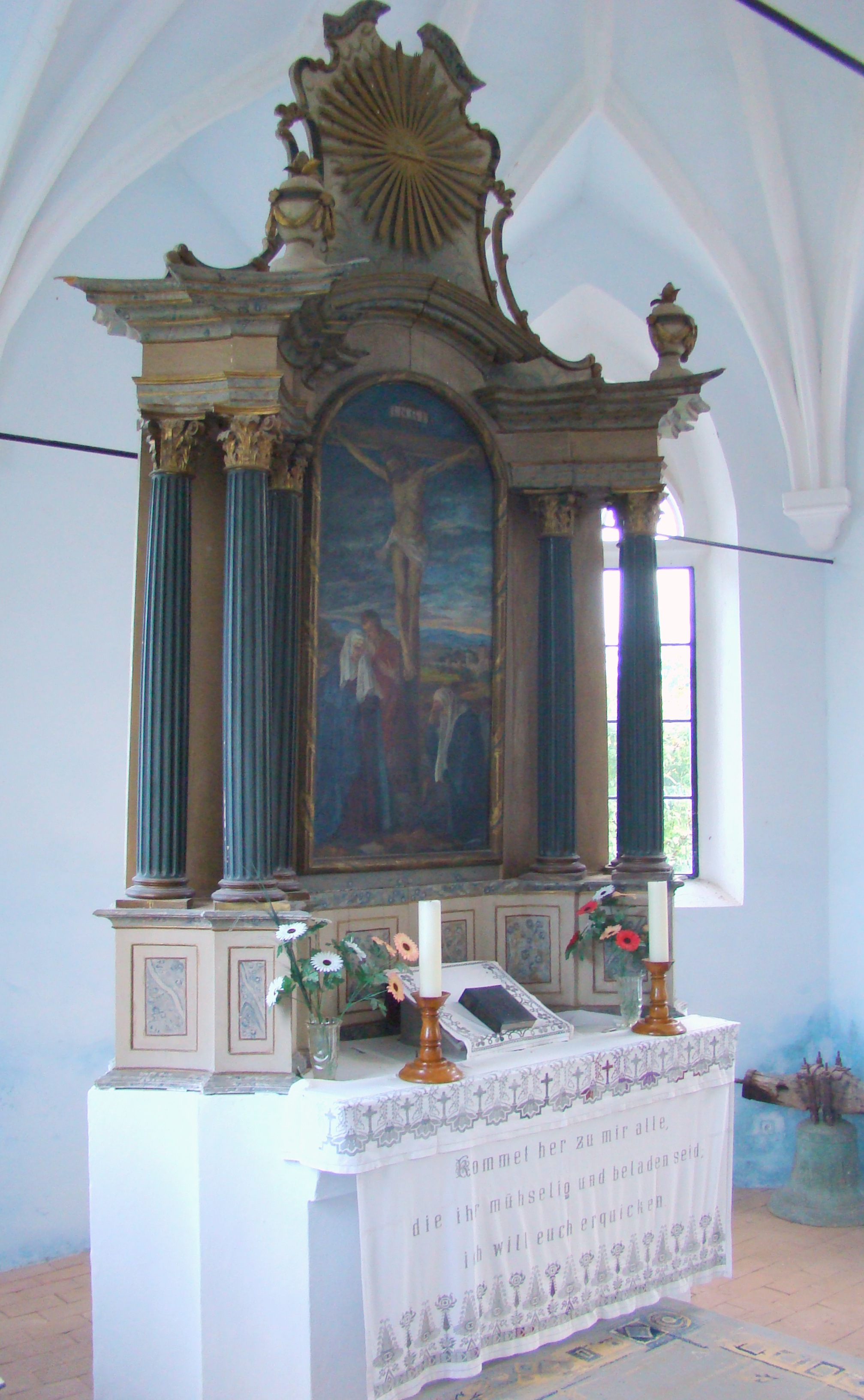
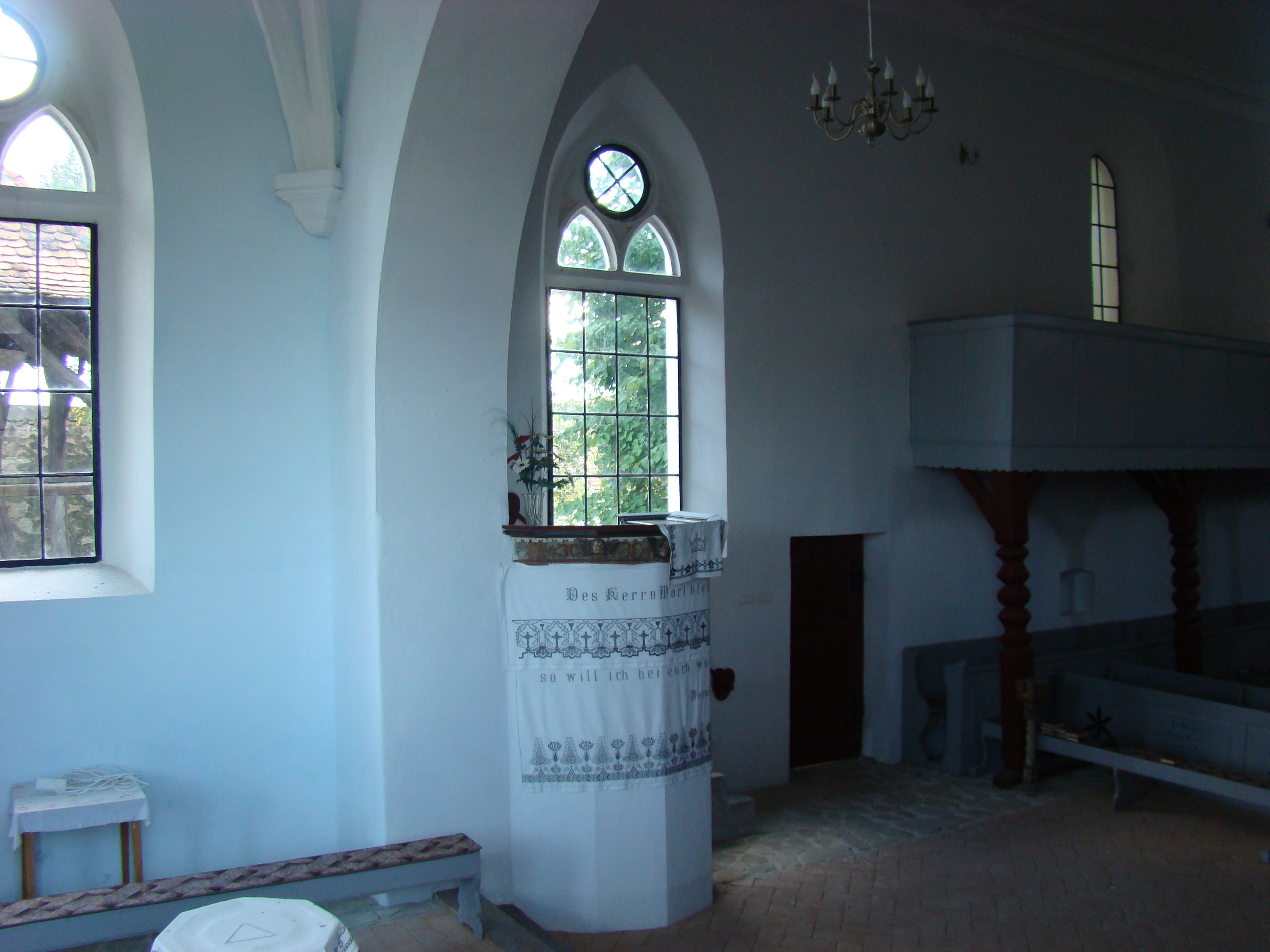
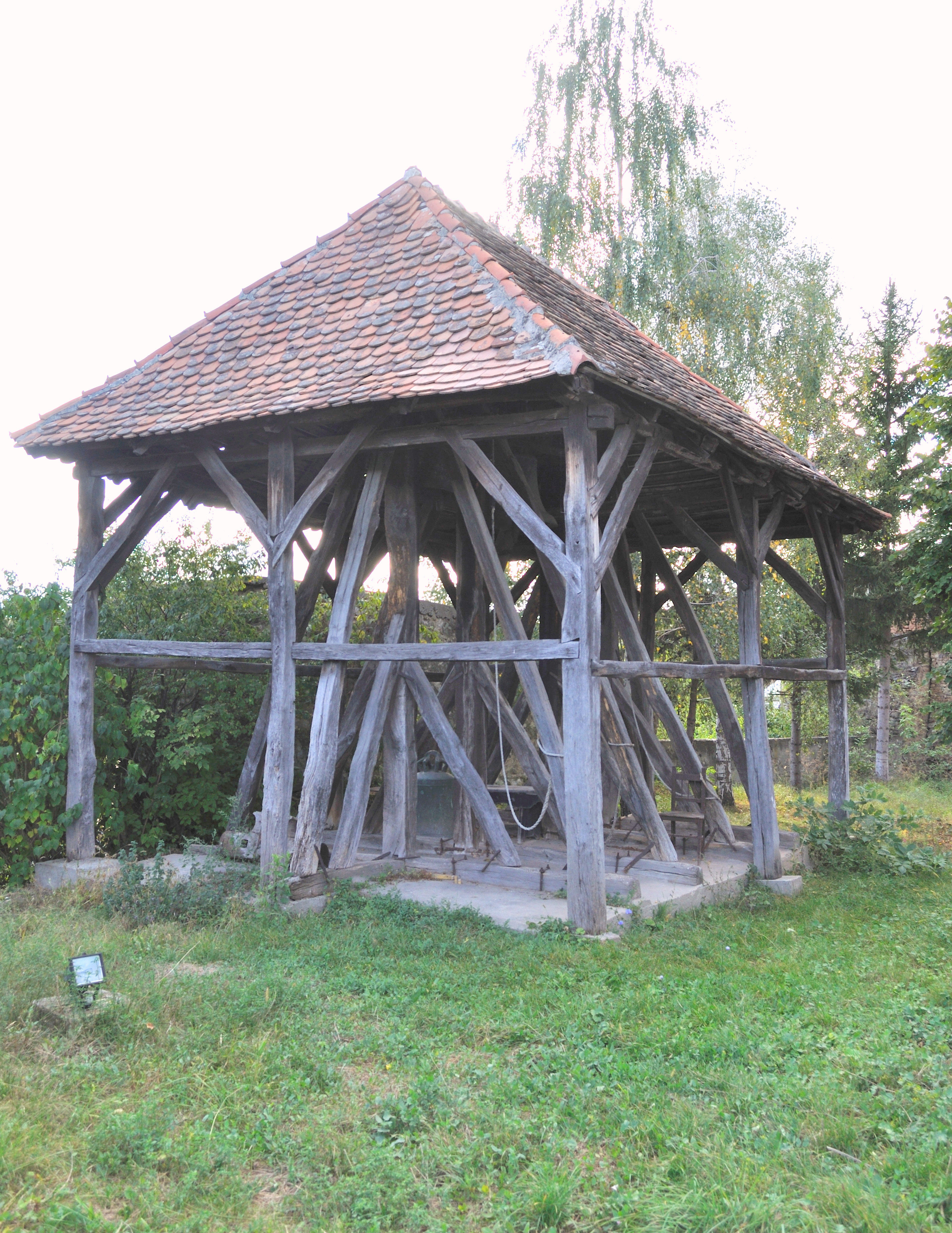
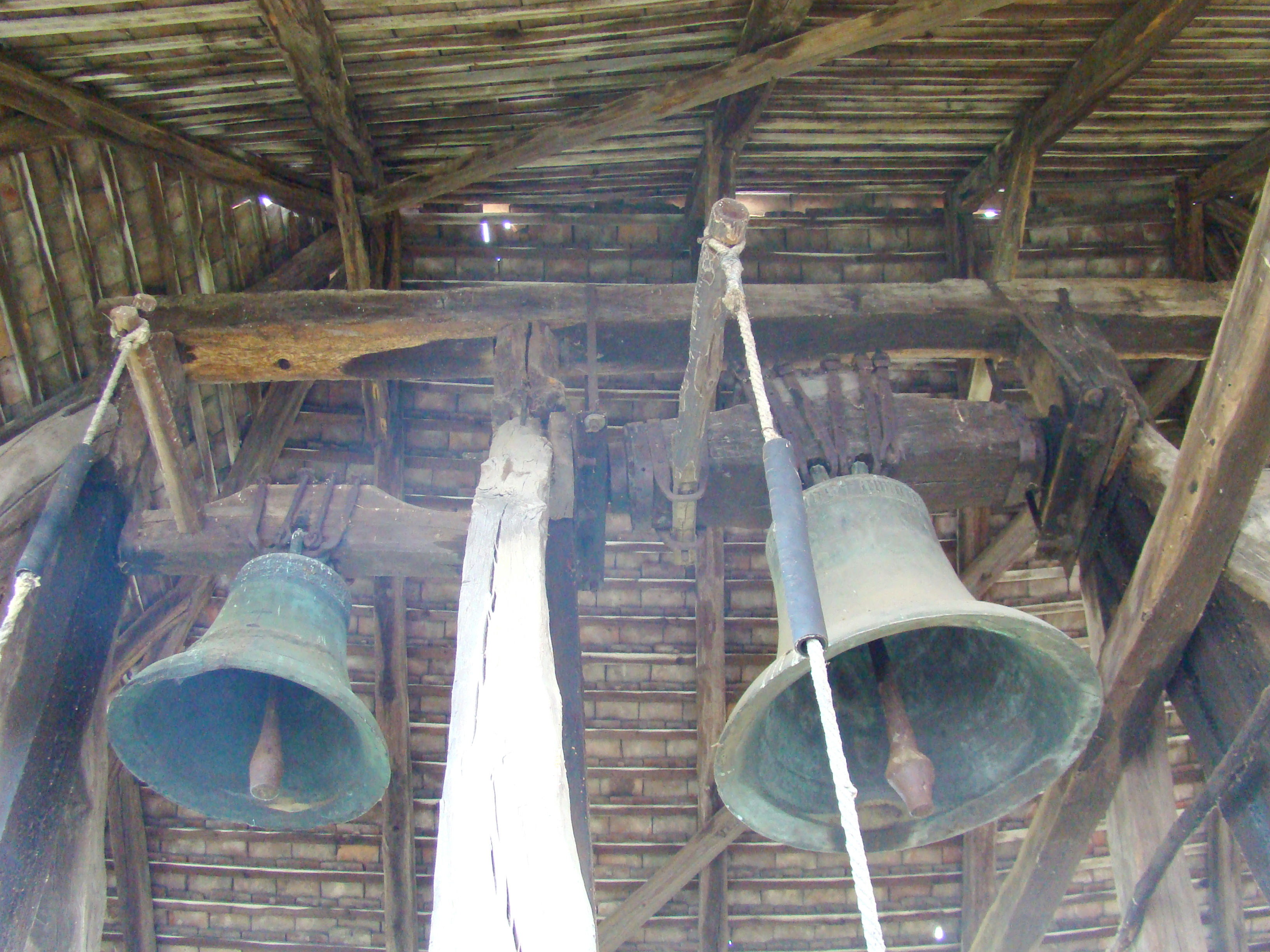
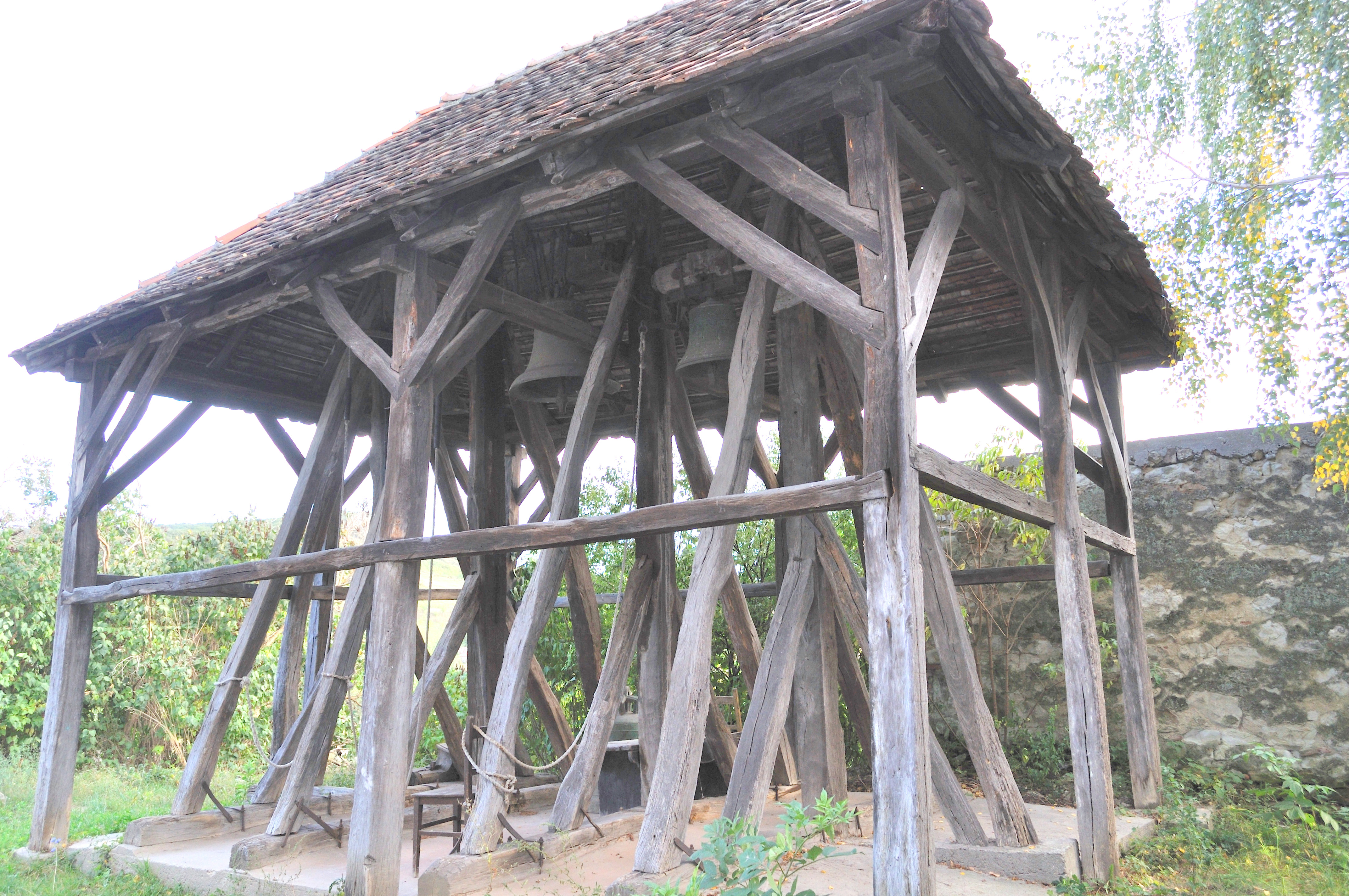